# Gadang (Sama Dua)
Gadang is een bestuurslaag in het regentschap Aceh Selatan van de provincie Atjeh, Indonesië. Gadang telt 394 inwoners (volkstelling 2010).